# Phyllanthus brassii
Phyllanthus brassii là một loài thực vật có hoa trong họ Diệp hạ châu. Loài này được C.T.White miêu tả khoa học đầu tiên năm 1935 publ. 1936.